# سيمون سميث (لاعب كريكت)
سيمون سميث (8 ديسمبر 1979 في المملكة المتحدة - ) (بالإنجليزية: Simon Smith) هو لاعب كريكت بريطاني. شارك مع منتخب اسكتلندا الوطني للكريكت.